# Det är lycka och frid
Det är lycka och frid är en körsång med text av David Welander och Kristian M Fristrup, båda officerare i Frälsningsarmén. Kören är tonsatt av David Welander ensam.

## Publicerad i
- Frälsningsarméns sångbok 1968 som nr 140 i körsångsdelen under rubriken "Jubel, Strid Och Erfarenhet".
- Frälsningsarméns sångbok 1990 som nr 813 under rubriken "Glädje, vittnesbörd,tjänst".
- Sångboken 1998 som nr 158.